# آدام گرین (بازیکن فوتبال)
آدام گرین (انگلیسی: Adam Green؛ زادهٔ ۱۲ ژانویهٔ ۱۹۸۴) بازیکن فوتبال اهل بریتانیا است.
از باشگاه‌هایی که در آن بازی کرده‌است می‌توان به باشگاه فوتبال شفیلد ونزدی، باشگاه فوتبال دارتفورد، باشگاه فوتبال فولام، باشگاه فوتبال ووکینگ، باشگاه فوتبال لیترهید، باشگاه فوتبال ای‌اف‌سی بورنموث، باشگاه فوتبال گرایس اتلتیک، باشگاه فوتبال بیزینگ‌استوک تاون، باشگاه فوتبال بریستول سیتی، باشگاه فوتبال کینگستونیان، و باشگاه فوتبال هیز و یدینگ یونایتد اشاره کرد.